# Jesús Casas Rojas
Jesús Casas Rojas (Chiquinquirá, 29 de diciembre de 1840-Bogotá, 17 de diciembre de 1913) fue un político y educador colombiano, miembro del Partido Conservador Colombiano. 

## Biografía
Fue Ministro de Fomento y Obras Públicas de Colombia (equivalente al actual cargo de Ministro de Transporte) durante el gobierno de Eliseo Payán y luego en el de Rafael Núñez, entre 1887 y 1888.  Posteriormente fue ministro de Instrucción Pública. También fungió como rector de varias instituciones educativas colombianas como el Colegio del Estado Soberano de Boyacá y el Gimnasio Campestre.

## Familia
Fue padre de los políticos colombianos José Joaquín y Jesús Casas Castañeda.